# Leichtathletik-Weltmeisterschaften 2017/Teilnehmer (Katar)
| Gelbes Symbol für Goldmedaillen mit stilisierten Olympischen Ringen | Graues Symbol für Silbermedaillen mit stilisierten Olympischen Ringen | Braundes Symbol für Bronzemedaillen mit stilisierten Olympischen Ringen |
| ------------------------------------------------------------------- | --------------------------------------------------------------------- | ----------------------------------------------------------------------- |
| 1                                                                   | —                                                                     | 1                                                                       |

Der Leichtathletik-Verband Katars hat fünf Athleten für die Weltmeisterschaften in London nominiert.

## Ergebnisse

### Männer

#### Laufdisziplinen
| Athlet            | Disziplin    | Vorlauf | Vorlauf | Halbfinale | Halbfinale | Finale     | Finale |
| Athlet            | Disziplin    | Zeit    | Platz   | Zeit       | Platz      | Zeit       | Platz  |
| ----------------- | ------------ | ------- | ------- | ---------- | ---------- | ---------- | ------ |
| Abdalelah Haroun  | 400 m        | 45,27 s | 15      | 44,64 s SB | 8          | 44,48 s SB | Bronze |
| Abderrahman Samba | 400 m Hürden | 49,39 s | 5       | 48,75 s    | 5          | 49,74 s    | 7      |

#### Sprung/Wurf
| Athlet                | Disziplin  | Qualifikation | Qualifikation | Finale             | Finale             |
| Athlet                | Disziplin  | Weite/Höhe    | Platz         | Weite/Höhe         | Platz              |
| --------------------- | ---------- | ------------- | ------------- | ------------------ | ------------------ |
| Mutaz Essa Barshim    | Hochsprung | 2,31 m        | 1             | 2,35 m             | Gold               |
| Ahmed Bader Magour    | Speerwurf  | 83,83 m       | 11            | 81,77 m            | 10                 |
| Ashraf Amgad el-Seify | Hammerwurf | 71,87 m       | 23            | nicht qualifiziert | nicht qualifiziert |